# Transports aux Pays-Bas
 (août 2013).
 (janvier 2016).
Si vous disposez d'ouvrages ou d'articles de référence ou si vous connaissez des sites web de qualité traitant du thème abordé ici, merci de compléter l'article en donnant les références utiles à sa vérifiabilité et en les liant à la section « Notes et références ».

Réseau ferroviaire des Pays-Bas

Cet article présente les différents réseaux de transport aux Pays-Bas.

## Chemin de fer

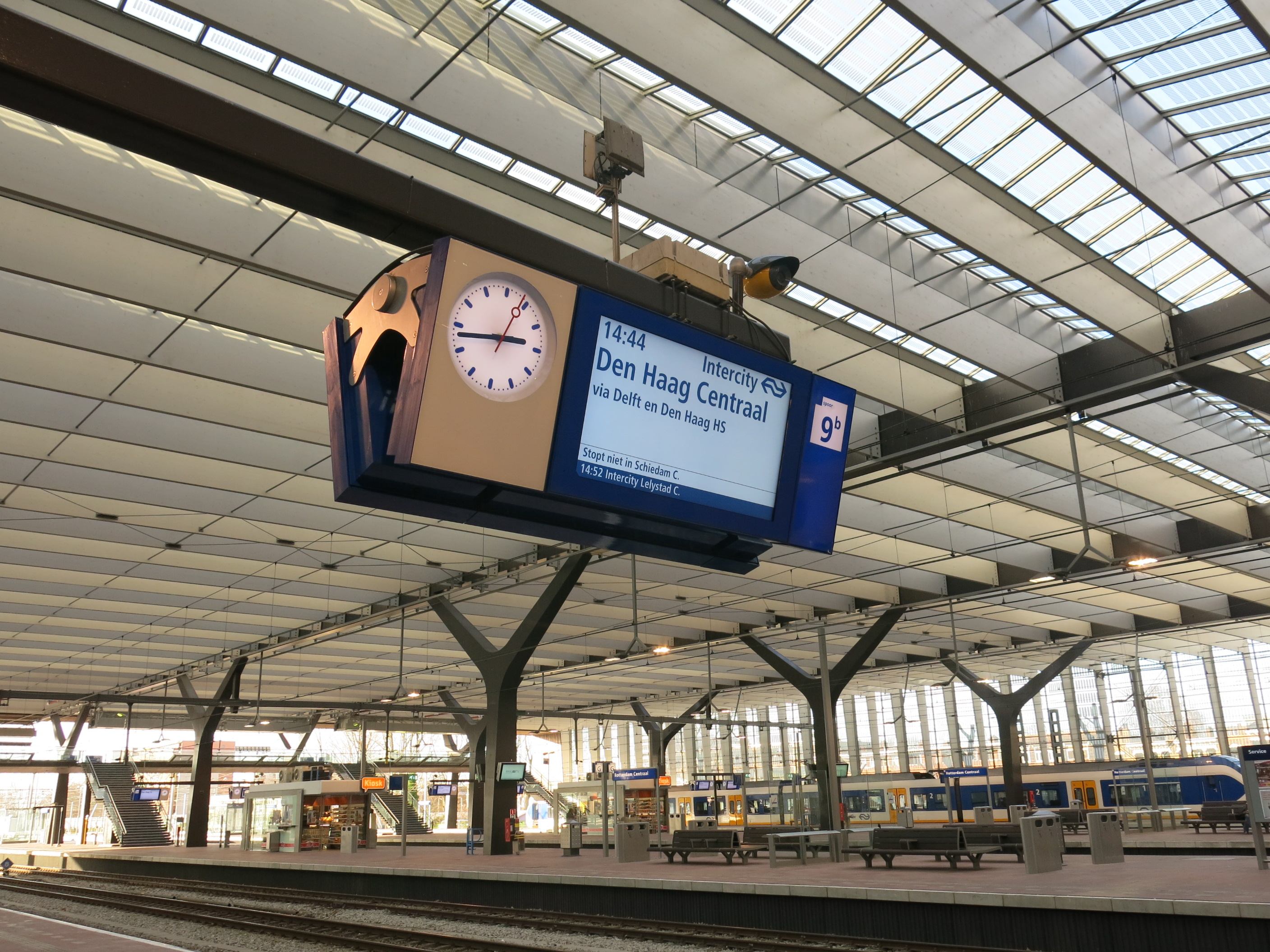
La gare de Rotterdam-Central.

Le réseau ferré néerlandais comprend 2 809 km de lignes, dont 931 km à voie unique, pour une longueur totale de voies égale à 6 505 km.
Toutes les voies sont à écartement normal (1,435 m) ; mais de 1839 jusque vers 1850, le réseau était à voie large de 1,945 m, écartement qui fut abandonné car les pays voisins, Allemagne et Belgique avaient opté pour l'écartement normal.
La gestion du réseau ferré est assurée par ProRail. Cet organisme public a pour mission de gérer, entretenir et développer le réseau principal, et assure l'exploitation (sécurité des circulations) et l'attribution des droits de trafic.

### Grandes Lignes internationales

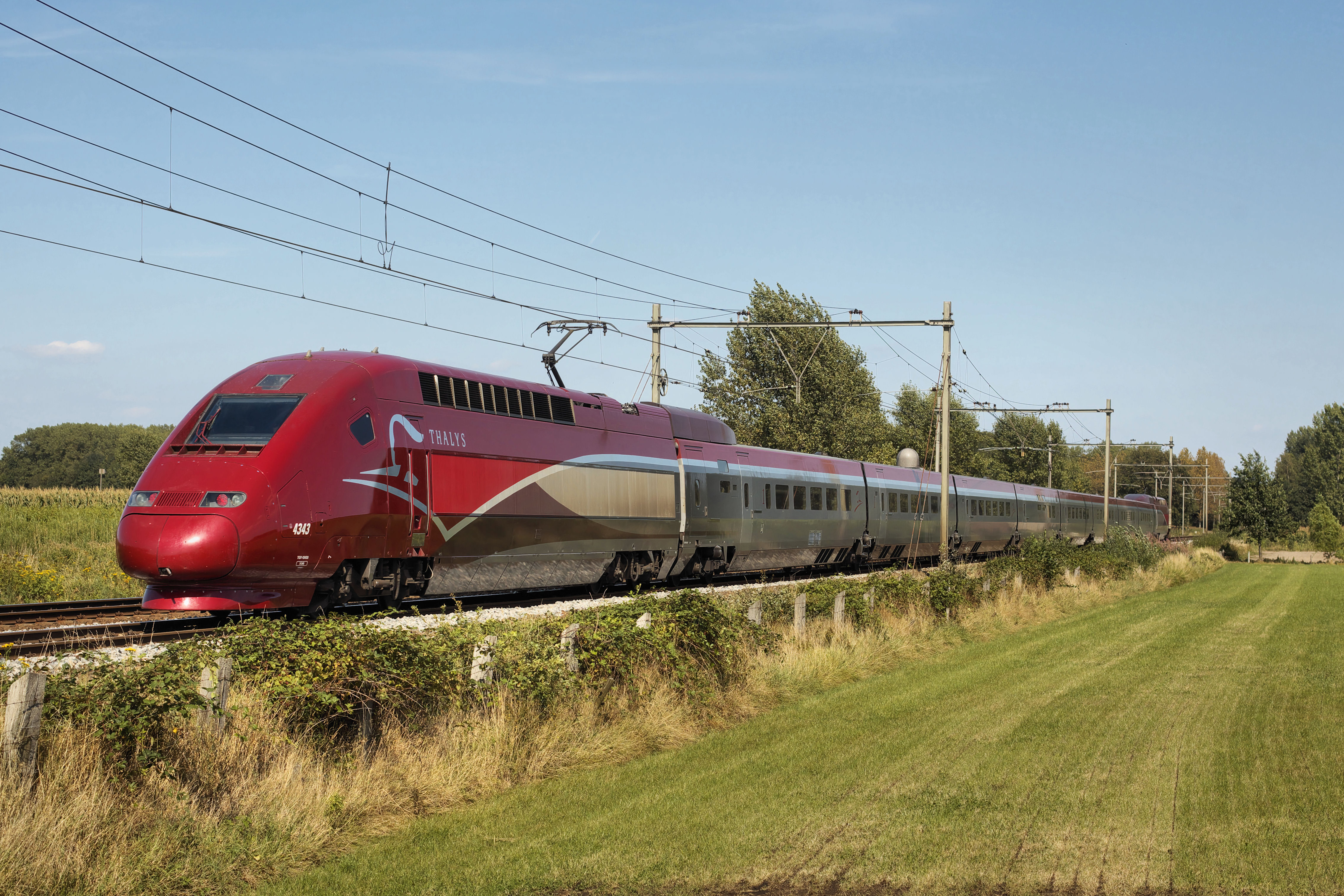
Thalys aux Pays-Bas.

- Amsterdam-Central - Schiphol-Aéroport - Rotterdam-Central - Breda – Anvers-Central – Bruxelles-Aéroport-Zaventem - Bruxelles-Nord - Bruxelles Central - Bruxelles Midi. 
  - Ce train est tracté par une locomotive (au minimum) tricourant (1,5 kV continu, 3 kV continu et 25 kV 50 Hz).
- Thalys : Amsterdam-Central - Amsterdam-Schiphol - Rotterdam-Central - Anvers-Central - Bruxelles-Midi - Paris-Nord ou Lille Europe ; également deux fois par semaine vers Marne-la-Vallée-Chessy (Disneyland Paris), avec en outre es relations saisonnières, l'été vers Marseille et l'hiver vers Bourg-Saint-Maurice.
  - les rames sont tricourant (PBA, 1,5 kV continu, 3 kV continu et 25 kV 50 Hz alternatif), et occasionnellement (comme celle sur la photo ci-contre) quadricourant (PBKA, les mêmes plus 15 kV 16,7 Hz alternatif).
- Eurostar : Amsterdam-Central – Rotterdam-Central – Bruxelles-Midi – Lille-Europe – [Ashford – Ebbsfleet] – Londres Saint-Pancras
  - Ces services sont exploités avec des rames Velaro e320, quadricourant.
- Amsterdam-Central - Berlin Ostbahnhof (Allemagne), dessert aux Pays-Bas : Amsterdam-Central, Amersfoort-Central, Apeldoorn, Deventer, Hengelo
- ICE International: Amsterdam-Central - Cologne Hbf (Allemagne) et prolongement vers Munich Hbf (Allemagne) et Bâle CFF (Suisse) et Vienne Westbf (Autriche), en partie par ICE ; dessert aux Pays-Bas : Amsterdam-Central, Utrecht-Central, Arnhem-Central
  - les rames ICE Pays-Bas – Allemagne [– Suisse – Autriche] sont des ICE 3M, quadricourant (1,5 kV CC, 3 kV CC, 15 kV 16,7 Hz et 25 kV 50 Hz).

### Service de nuit
Il existe un service de nuit, appelé Nachtnet à cadence horaire. Ces trains de nuit (places assises uniquement) sont les suivants :
- 1400 : Utrecht-Central – Amsterdam Bijlmer ArenA – Amsterdam-Central – Schiphol Aéroport – Leyde-Central – La Haye HS – Delft (nl) – Rotterdam. (La première moitié des nuits du mercredi au jeudi et du jeudi au vendredi, fait arrêt à Gouda au lieu de Delft ; complété par des autobus-navettes sur le trajet Rotterdam – Delft – La Haye.)
- 1452 : Utrecht-Central – Gouda – Rotterdam-Central. (Uniquement d'Utrecht vers Rotterdam, 1× par nuit, les nuits du vendredi au samedi et du samedi au dimanche.)
- 21400 : Eindhoven-Central – Bois-le-Duc – Utrecht-Central – (ensuite comme 1400) – Rotterdam-Central – Dordrecht (nl) – Breda – Tilbourg (nl) – Eindhoven-Central. (Prolongement du 1400, uniquement les nuits du vendredi au samedi et du samedi au dimanche.)
- 22400 : Utrecht-Central – Amersfoort-Central. (Uniquement les nuits du vendredi au samedi et du samedi au dimanche.)
- 23400 : Utrecht-Central – Driebergen-Zeist (nl) – Veenendaal-De Klomp (nl) – Ede-Wageningen (nl) – Arnhem-Central – Elst (nl) – Nimègue (nl). (Uniquement les nuits du vendredi au samedi et du samedi au dimanche ; en direction d'Utrecht, ne fait pas arrêt à Veenendaal-De Klomp et Driebergen-Zeist.)

Comme on le voit ci-dessus, en semaine ce « réseau » de nuit se réduit à une seule ligne, traçant un grand U entre Utrecht et Rotterdam en passant par Amsterdam.

## Transport public

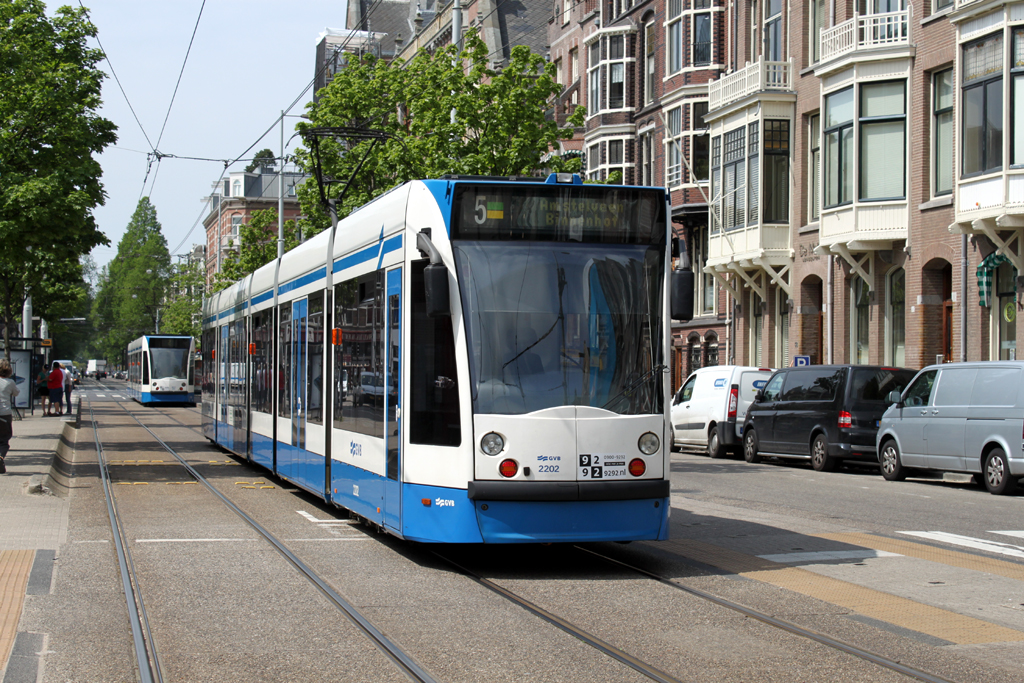
Le tramway d'Amsterdam.

Tous les services de métro, tramway, autobus (sauf certains services particuliers) et train sont soumis au même système OV-chipkaart (littéralement « Carte à puce de transport en commun »). Métros et tramways n'assurent pas de service nocturne. Il existe des bus de nuit dans nombre de villes et dans Le Randstad, généralement les vendredis, samedis et dimanches, parfois seulement  pendant la première partie de la nuit.

### Villes dotées d'un réseau demétro
(tous à écartement normal, 1,435 m)
- Amsterdam, Diemen, Ouder-Amstel, exploité par GVB[2] ;
  - courant de traction : 750 V continu.
- Rotterdam, Schiedam, Spijkenisse, Albrandswaard, Capelle aan den IJssel, exploité par Rotterdamse Electrische Tramweg Maatschappij (RET) (site officiel, 
  - courant de traction : 750 V continu.
  - la partie Est du réseau a quelques passages à niveau (avec priorité), et pourrait donc être qualifiée de métro léger, toutefois l'intégration du réseau est totale ; dans ces zones, l'alimentation électrique se fait par caténaire au lieu du troisième rail.

### Villes dotées d'un réseau detramwayou assimilé
(tous à écartement normal, 1,435 m)
- Amsterdam, Diemen, Amstelveen, exploité par GVB
  - courant de traction : 600 V continu.
- Rotterdam, Schiedam, exploité par RET
- La Haye, Ryswick, Leidschendam-Voorburg, Delft, Nootdorp, exploité par Haagsche Tramweg Maatschappij (HTM)
  - courant de traction : 600 V continu.
- Utrecht, Nieuwegein, IJsselstein, exploité par Connexxion (train léger ou tram-train, forme intermédiaire entre tramway et train lourd, disposant de voies dédiées, et de priorité aux croisements).
- Houten, exploité par les NS (ligne de train léger, qui pourrait être qualifiée de métro, sauf qu'elle n'est pas souterraine, pour ses voies dédiées, sans passages à niveau).
  - courant de traction en 1,5 kV continu (les trams ont été adaptés pour permettre l'utilisation de cette tension plus élevée), caténaires.

### Ligne du RandstadRail et autres projets de trains légers

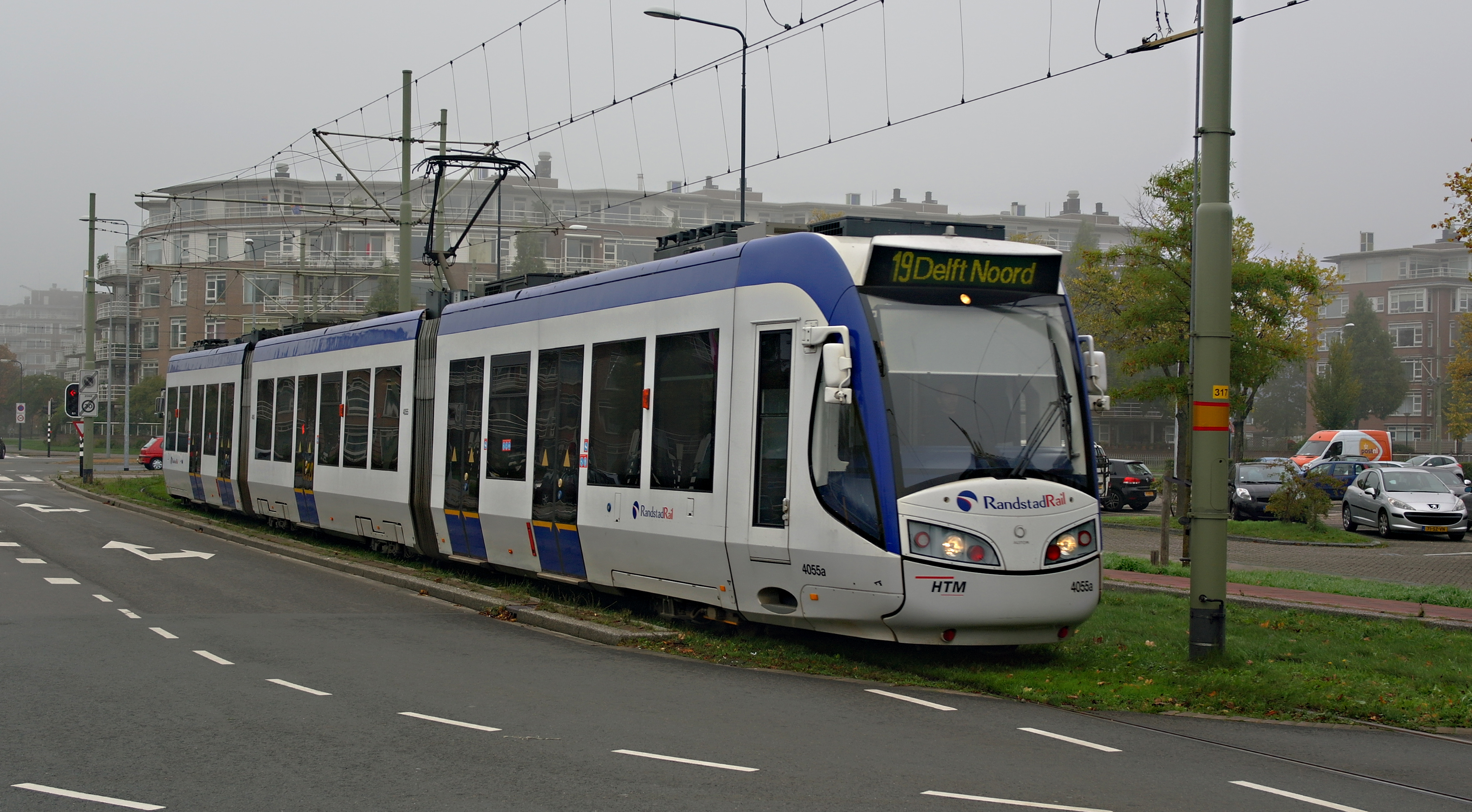
A proximité de Delft

RandstadRail est une ligne qui permet de :
- relier la ligne E du Métro de Rotterdam pour permettre aux rames du métro de Rotterdam de rejoindre la Gare La Haye-Central au terminus nord de la ligne.
- relier les lignes de tramway 3 et 4 de La Haye; les voies de tramway existantes sont adaptées pour recevoir des véhicules plus longs et plus larges.

Il existe un projet de construction d'une ligne de train léger entre Maastricht et Kerkrade.

### Autobus
Une ligne de bus spéciale, la  Zuidtangent, circule essentiellement sur voie dédiée, avec priorité aux carrefours .
Itinéraire : Gare d'Haarlem - Hoofddorp - Aéroport de Schiphol - Amstelveen - Gare d'Amsterdam Bijlmer ArenA.
La ville d'Arnhem est dotée d'un réseau de trolleybus électrique.
Principales sociétés d'autobus : Arriva, Connex (groupe Veolia Transport), Connexxion, Hermes, NoordNed, Syntus.
Hermes exploite des services dans le Sud-Est des Pays-Bas Hermes, site officiel.

## Autres transports

### Routes
- Total : 125 575 km
- Revêtues : 113 018 km (dont 2 235 km d'autoroutes)
- Non revêtues : 12 557 km (1998)

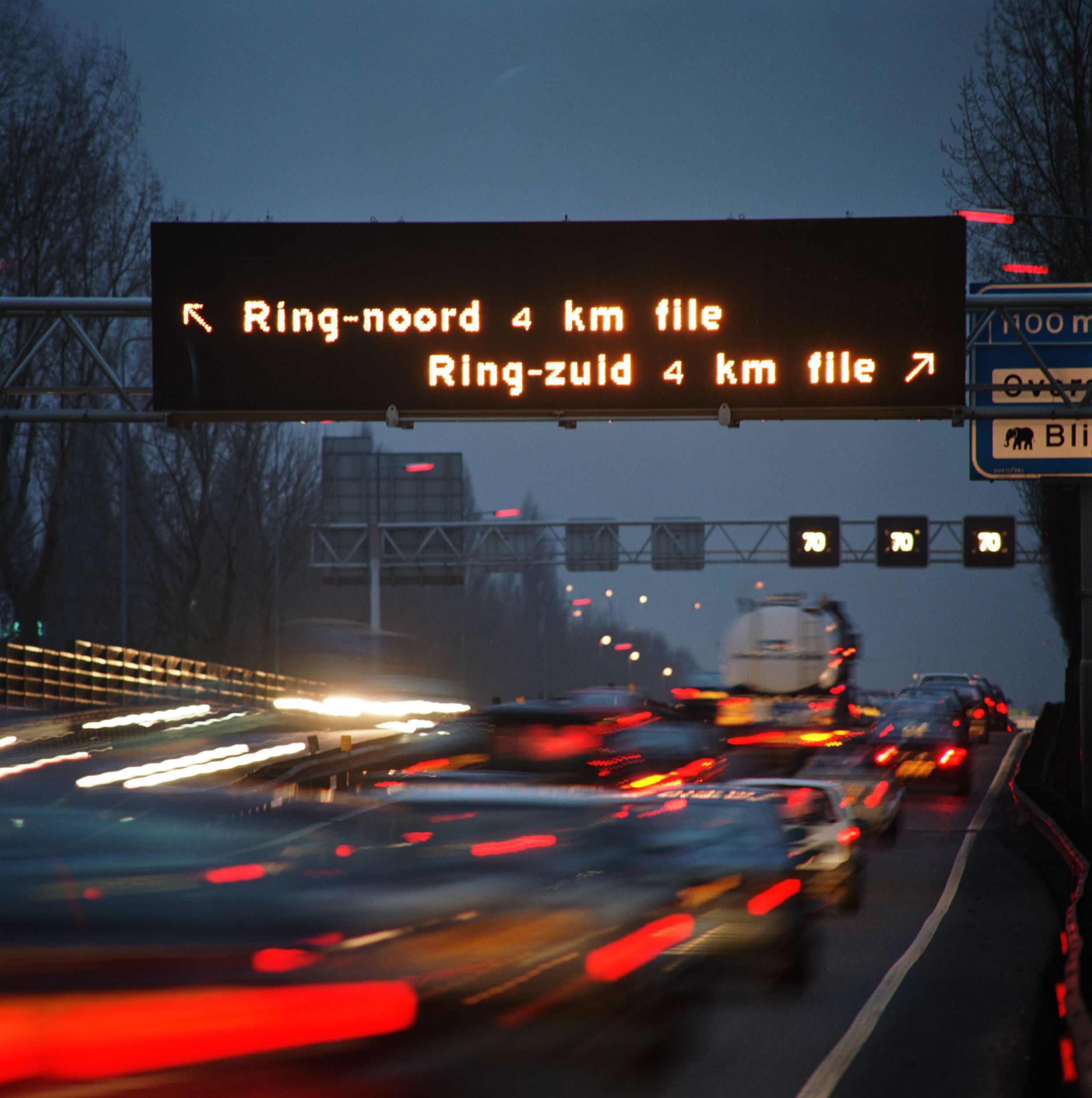
Panneau d'information dynamique sur l'autoroute A13

Principales autoroutes (liste incomplète) :
- A1 Amsterdam - Oldenzaal (De Lutte) - Allemagne (A30) ;
- A2/E35/E25 Amsterdam - Maastricht- Liège (Belgique) ;
- A4/E19 Amsterdam - La Haye / Intersection Markiezaat - Frontière belge (Anvers) ;
- A6 Muiderberg (A1) - Joure (A7) ;
- A7 Zaandam - Afsluitdijk - Groningue - Nieuweschans - Allemagne (A280) ;
- A8 Coentunnel - Assendelft ;
- A9 Alkmaar - Diemen (A1) ;
- A10 Périphérique d'Amsterdam ;
- A12/E30/E25/E35 Scheveningen - Bergh (Frontière allemande A3) ;
- A13/E19 La Haye (A4)- Rotterdam (A20) ;
- A16/E19 Rotterdam - Dordrecht - Breda - Belgique ;
- A20/E25 Maasdijk - Rotterdam - Gouda.
- A58/E312 Eindhoven - Flessingue

### Cyclisme

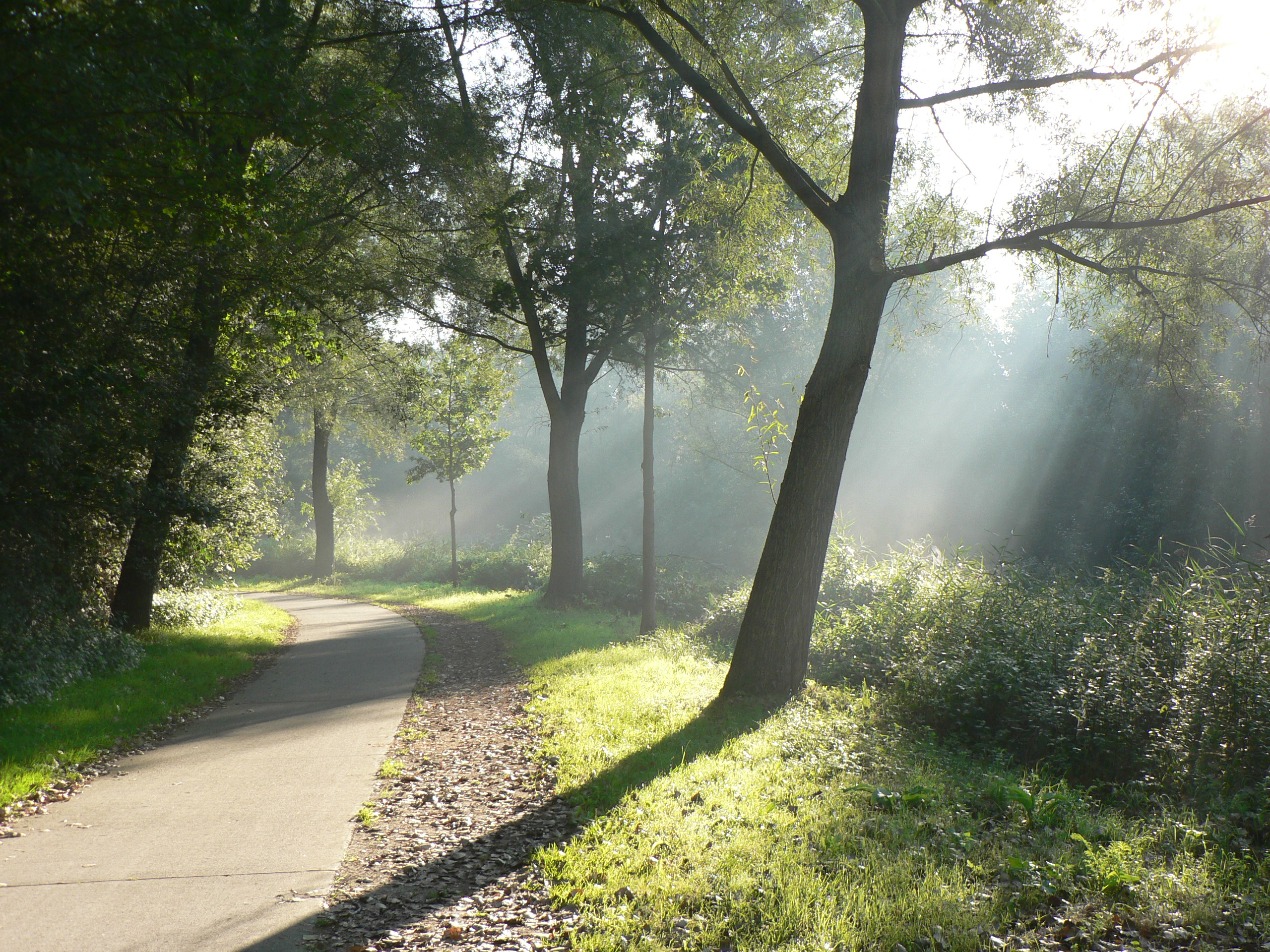
En campagne, le vélo est l'un des moyens de transport les plus utilisés. Ici, une piste cyclable à Diepenbeek.
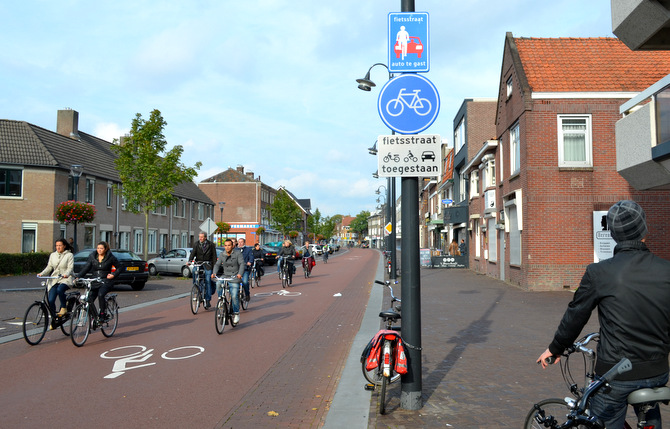
Les Pays-Bas, en villes, disposent de nombreuses infrastructures pour les cyclistes

Aux Pays-Bas, le vélo imprègne le quotidien.
Aux Pays-Bas, 31 % des habitants utilisent le vélo comme moyen de transport principal. Un Néerlandais pédale par ailleurs en moyenne 900 kilomètres par an.

### Voies navigables
Le pays est parcouru par 5 046 km de voies navigables, dont 47 % sont accessibles aux navires de 1 000 tonnes ou plus de port en lourd.
Les Pays-Bas sont le pays des canaux par excellence. Ils sont au débouché de deux grands fleuves navigables, le Rhin et la Meuse.

### Conduites
Oléoducs : brut 418 km; produits raffinés 965 km ; gazoducs (méthane) 10 230 km

### Ports
Amsterdam, Delfzijl, Le Helder, Dordrecht, Eemshaven, Groningue, Haarlem, IJmuiden, Maastricht, Rotterdam, Terneuzen, Utrecht, Flessingue.
Rotterdam, qui s'étend sur l'estuaire du Rhin jusqu'à la mer du Nord et son avant-port Europoort sur 40 km de long, est le 1er port d'Europe.
 Marine marchande :
- total : 563 navires (de 1000 tonneaux ou plus de jauge brute) totalisant 4 035 899 tonneaux (4 576 841 tonnes de port en lourd).
- navires par catégories : vraquiers 3, cargos 343, chimiquiers 41, minéraliers 2, porte-conteneurs 56, gaz liquéfiés 20, transport de bétail 1, cargos polyvalents 8, passagers 8, pétroliers 25, cargos réfrigérés 32, navires rouliers 16, passagers à courte distance 3, citerniers spécialisés 5 (1999)
- note : Beaucoup de navires néerlandais sont aussi immatriculés sous le pavillon des Antilles néerlandaises.

### Aéroports
28 (1999 est.)
Aéroports - avec pistes en dur :
- total: 19 aéroports;
- de plus de 3 000 m : 2;
- de 2500 à 3 000 m : 7;
- de 1500 à 2 500 m : 6;
- de 1000 à 1 500 m : 3;
- de moins de 1 000 m : 1.

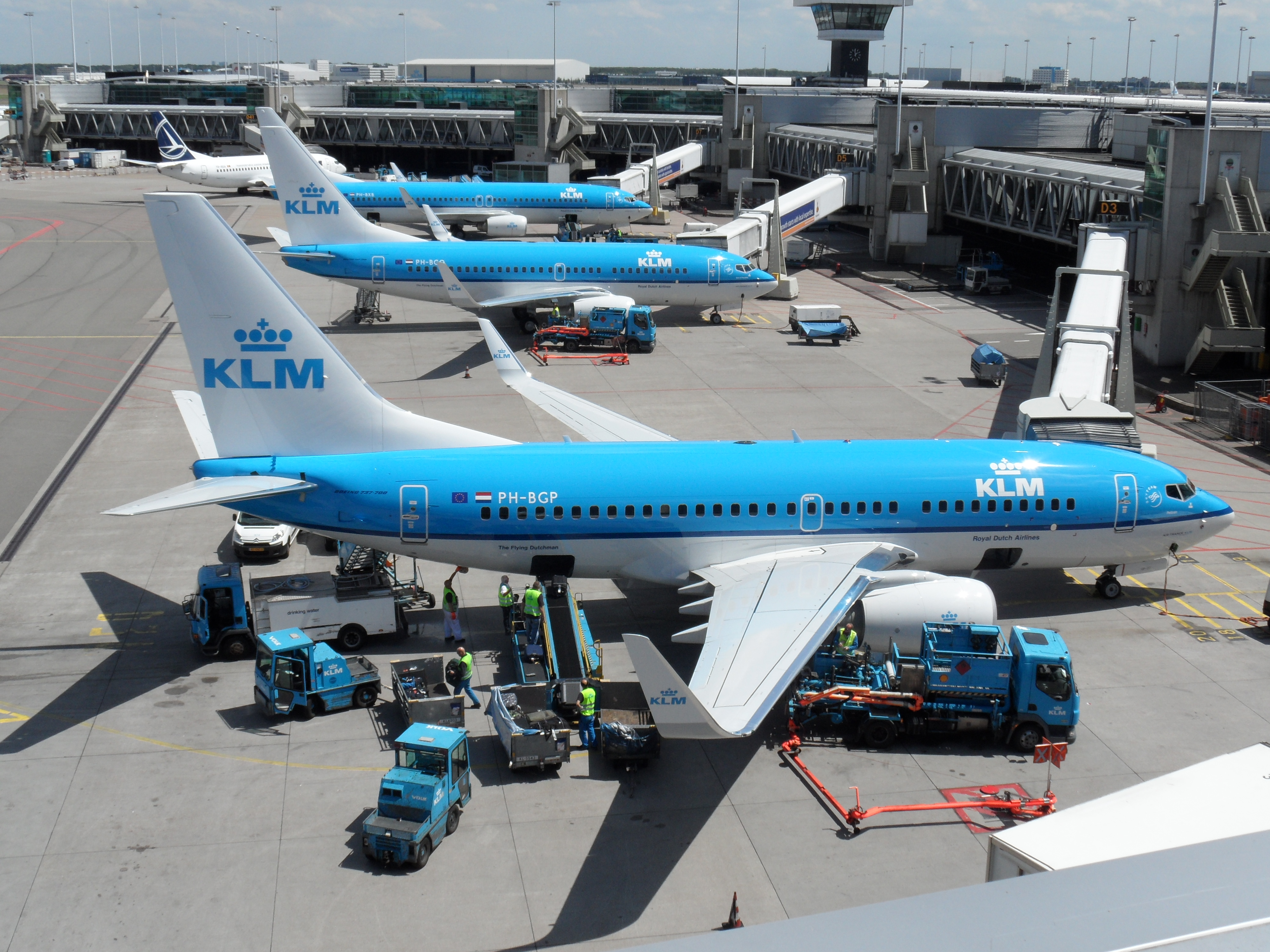
Avions de la KLM en stationnement à Schiphol.

Le plus grand aéroport est, de loin, celui de Schiphol près d'Amsterdam, l'un des plus grands d'Europe. Les aéroports secondaires ayant des lignes régulières, sont ceux de Zestienhoven près de Rotterdam, d'Eelde près de Groningue, de Twente près d'Enschede, d'Eindhoven et l'aéroport de Maastricht-Aix-la-Chapelle.
Aéroports - avec pistes en herbe :
- total : 9 ;
- de 1000 à 1 500 m : 3 ;
- de moins de 1 000 m : 6.

Héliports : 1

## Sécurité
Les Pays-Bas se distinguent par le nombre de bicyclettes: 18 millions de vélos pour 16,7 millions de Néerlandais.
Les Pays-Bas se distinguent aussi par le nombre d'accidents de vélo supérieur à la fois aux tendances européennes et aux accidents de voitures.
- En 2011, plus de 200 cyclistes sont morts sur les routes[4]
- en 2017, 206 cyclistes sont morts contre 201 automobilistes, selon les chiffres du Bureau central des statistiques (CBS)[5].

Aux Pays-Bas, l'augmentation du nombre de décès de cyclistes est dû en partie à l'usage des téléphones portables au vélo, ainsi qu'à l'utilisation de vélos électriques par des cyclistes dans des tranches d'âges avançantes.
Un quart des accidents de vélo y sont faits à vélo motorisés électriquement, dont les trois quarts des décès concernent des personnes de plus de 65 ans.
Au total, plus des deux tiers de tués à vélo ont plus de 65 ans.